# خاکستر خالص‌ترین سفید است
خاکستر خالص‌ترین سفید است (به چینی: "江湖儿女") نام یک فیلم درام چینی به کارگردانی جیا ژانکو و فیلمبرداری اریک گوتیه محصول ۲۰۱۸ است. این فیلم برای رقابت در کسب نخل طلا هفتاد و یکمین جشنواره فیلم کن انتخاب شد.

## خلاصه
در سال ۲۰۰۱، چیائو و دوست پسرش بین، سردسته اوباش، قدرت زیادی در داتونگ، یک شهر معدنی قدیمی که از زمان کاهش قیمت زغال سنگ فقیر شده است، دارند. پس از کشته شدن رئیس بین، چیائو به او پیشنهاد می‌کند که از همه چیز فرار کنند و ازدواج کنند، اما بین علاقه‌ای ندارد.
یک شب گروهی از موتورسواران به بین و راننده‌اش حمله می کنند و ادعا می کنند که او را از گروه خلع می کنند. چیائو تفنگ دستی بین را می‌گیرد و دو تیر اخطار به هوا شلیک می‌کند و مهاجمان را می ترساند...